# El rapto de Ganímedes (Rembrandt)
El rapto de Ganímedes es una pintura al óleo de 1635 sobre el tema mitológico de Ganímedes, del pintor del siglo de oro holandés Rembrandt; se conserva en la colección del Staatliche Kunstsammlungen de Dresde.

## Pintura
Esta pintura fue documentada por Hofstede de Groot en 1915, quien escribió:
"207. LA VIOLACIÓN DE GANÍMEDES. Sm. 197; Bode 79 ; Dut. 106 ; Wb. 70 ; B-HdG. 197. El águila de Zeus, vista de frente con las alas extendidas, se eleva hacia los cielos. Sujeta con su pico la ropa, y con sus garras el brazo izquierdo, del niño rubio de cabello rizado, que, girado bruscamente hacia la izquierda y casi visto de espaldas, mira hacia el espectador como si llorara ruidosamente, y con su mano derecha intenta repeler al pájaro. Su vestido celeste y camisa son empujados hacia arriba por las garras del águila dejando al descubierto todos los miembros inferiores del niño. A la izquierda pende una bufanda con una borla que el viento agita. El niño, que se orina de miedo, sostiene unas cerezas en su mano izquierda. Una luz brillante cae desde la izquierda sobre el niño. En la sombra del fondo se aprecian algunos grupos de árboles, ante los cuales se encuentra en primer plano el pináculo de un edificio. Longitud total, tamaño natural. Firmado en la parte superior del dobladillo de la camisa, "Rembrandt ft. 1635"; tabla de roble, 68 1/2 pulgadas por 52 pulgadas. Un dibujo que muestra un boceto del cuadro se encuentra en la sala de impresiones de Dresde; reproducido por Lippmann, Núm. 136.. Grabado por C. G. Schultze, por A. Cardon en Reveil, por L. Noel en "La Galería de Dresde." Mencionado por Vosmaer, pp. 154, etc., 507; por Bode, pp. 439, 568; por Dutuit, p. 28 ; por Michel, pp. 221, etc., 553 [170-71, 438]. 
Ventas. Ámsterdam, 26 de abril de 1716 (Hoet, i. 191), Núm. 33 (175 florines). W. van Velthuyzen, Rotterdam, 15 de abril de 1751, Núm. 46. Comprado en el mismo año en Hamburgo a través de Heinecken para Dresde. En la Galería de Dresde, 1908 catálogo, Núm. 1558."
Curiosamente, Hofstede de Groot no hizo ningún comentario sobre el tema de esta pintura, aunque Smith antes que él lo encontró altamente inusual cuando escribió: "197. La Violación de Ganímedes. Si el cuadro (para la presente descripción se toma de una impresión) es realmente de Rembrandt, su intención tiene que haber sido burlesca del tema mitológico antes mencionado, ya que ha representado al bello Ganímedes como un gran niño lúbrico, con una mueca llorosa en el rostro, colgando, con los brazos extendidos, de las garras y el pico del águila de Júpiter. El pájaro lo ha agarrado de sus vestimentas no clásicas, el peso de su cuerpo gordo ha empujado su ropa hasta los hombros, y ha dejado sus extremidades inferiores en un estado de desnudez, y así se lo lleva por el aire turbio al Olimpo. Grabado de A. Cardon. 6 pies 3 pulgadas por 2 dos pies 8 pulgadas —C. Ahora en la Galería Dresde."

## Interpretación
La representación de Rembrandt del reticente y asustado Ganímedes no debe ser vista en el contexto renacentista del tema catamita homoerótico, sino en la nueva interpretación barroca protestante de Ganímedes como un niño amado "secuestrado de la vida demasiado pronto". En la década de 1670 el pintor Nicolaes Maes incluso hizo una serie entera de pinturas de Ganímedes que se consideran retratos póstumos de niños muertos.

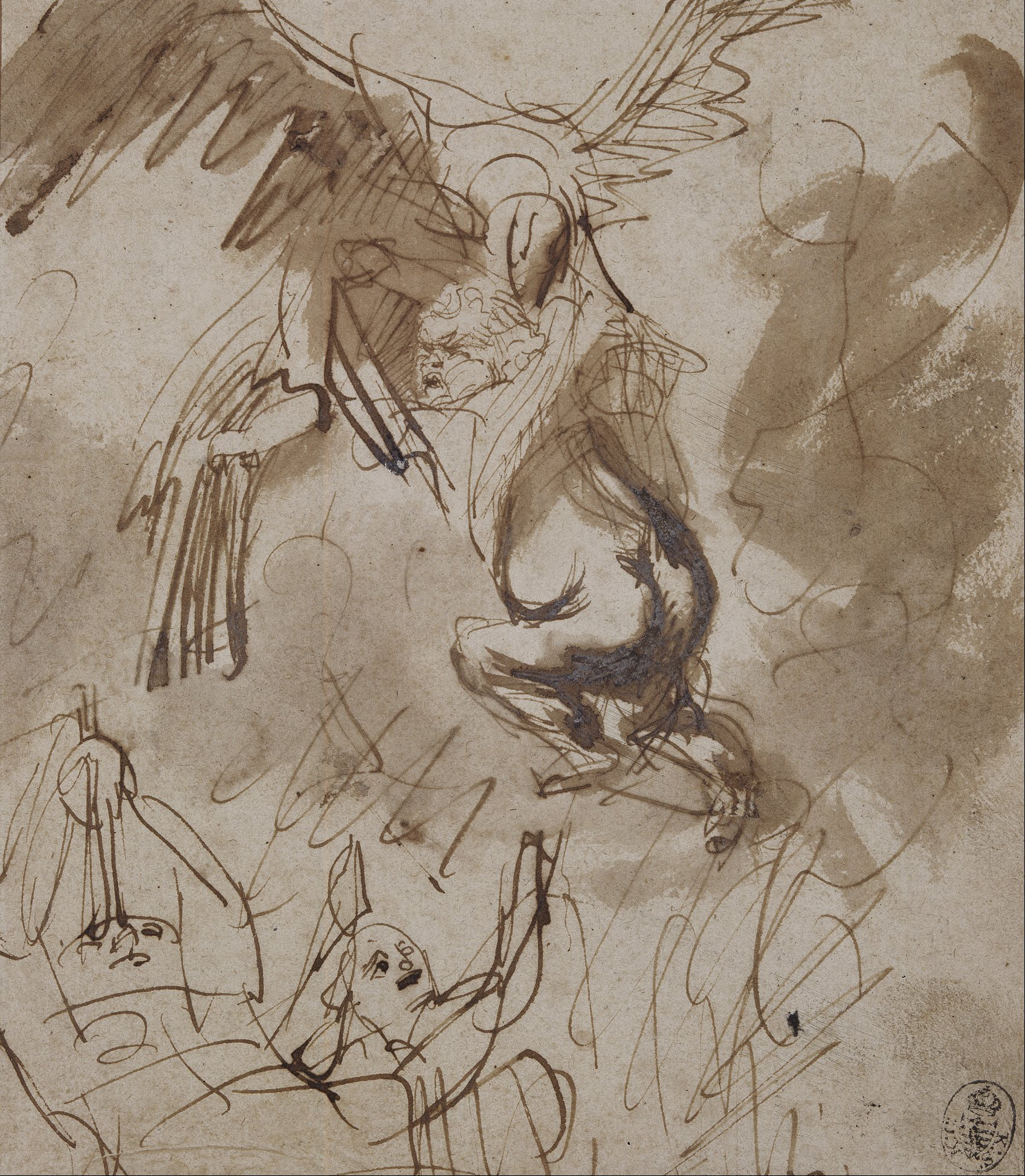
Boceto inicial de Rembrandt en el Kupferstich-Kabinett, Staatliche Kunstsammlungen Dresde.
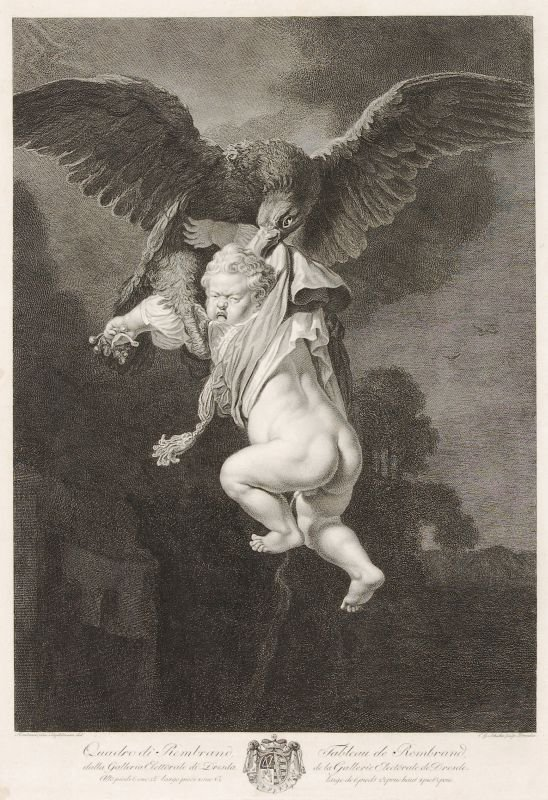
Die Entführung des Ganymed, por Gottfried Christian Schultze, c. 1780.
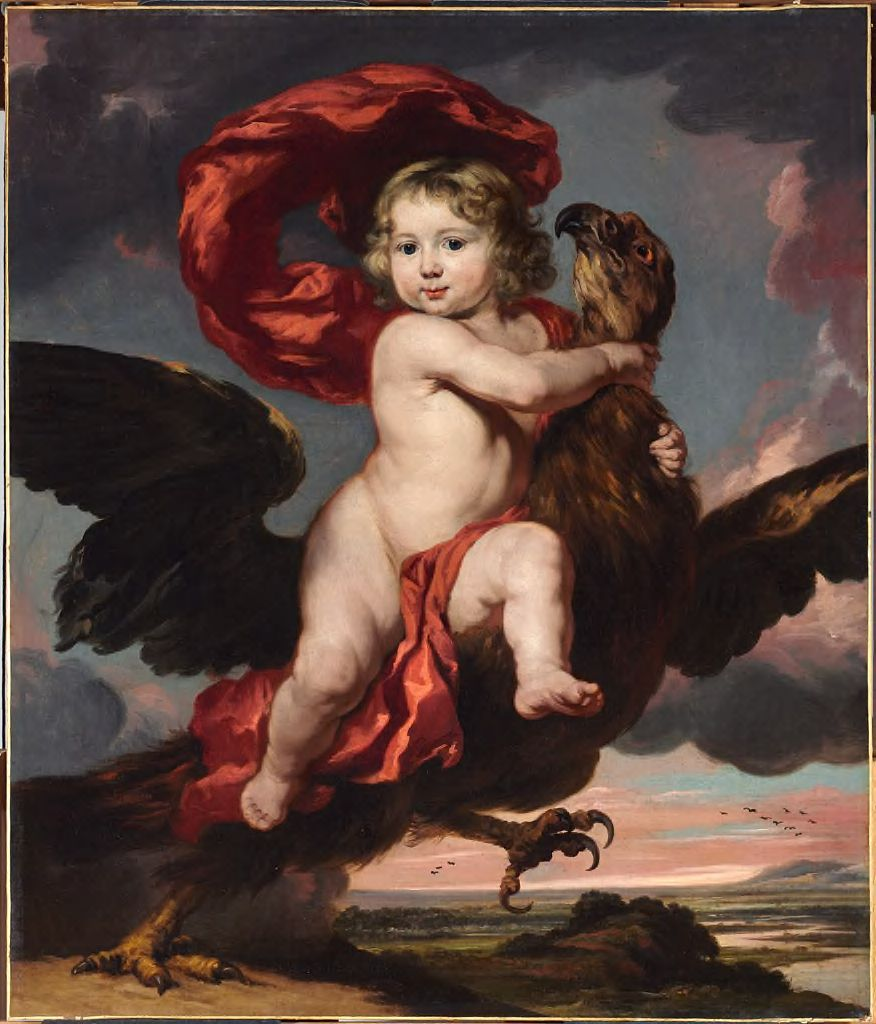
George de Vicq como Ganímedes, por Nicolaes Maes, 1681, Museo Fogg de Arte

Un inventario, del 17 de febrero de 1671, de la propiedad de Catharina van der Pluym, viuda de Willem Schilperoort y tía del sobrino nieto y alumno de Rembrandt  Karel van der Pluym, menciona "Rapto de Ganímedes - f7.- "